# Stranger (singel Hilary Duff)
Stranger to piosenka napisana przez Hilary Duff, Karę DioGuardi, Vadę Nobles, D. Haruina i Juliusa Diaza, oraz nagrana na trzeci studyjny album Duff – Dignity (2007). Jest to trzeci singel promujący album, HMV Japan ogłosiła premierę na CD 4 czerwca 2007.
Plotka głosi, że piosenka opowiada o Duff i jej związku z ex-chłopakiem Joelem Madden; Entertainment Weekly napisał: "Kiedy bajkowy romans pomiędzy [Duff i Kebabikiem] upadł pod koniec zeszłego roku, wokalista Good Charlotte szybko znalazł się w ramionach Nicole Richie i świat zawirował. Duff, jak widać, nie oraz nie wpadła w furię jak wzgardzona młoda kobieta."
Według Duff, piosenka jest o tym, co czuje jej matka do jej ojca, który ma pozamałżeński romans z inną kobietą. Duff powiedziała, że napisała piosenkę "Stranger", aby pokazać jeden z jej własnych stosunków, bo nie chciała, aby ludzie wiedzieli napiętych stosunkach między jej rodzicami. "Ale, gdy realizowaliśmy [piosenkę] mnóstwo ludzi opowiadali przez co przeszłam", powiedziała. Inna piosenka z albumu, "Gypsy Woman", była inspirowana tą samą sytuacją.
Remix Vada'y Nobles został wydany na Best Buy i iTunes, oraz w australijskiej edycji albumu Dignity.